# Jakob De la Gardie
Ej att förväxla med politikern och lantmarskalken Jacob De la Gardie (1768-1842)
Jakob Pontusson De la Gardie, född 20 juni 1583 i Reval, död 12 augusti 1652 i Stockholm, var en svensk fältherre, fältmarskalk, svenskt riksråd och från 10 maj 1615 greve av Läckö. Jakob De la Gardie hade en viktig roll i De la Gardieska fälttåget och i det ingermanländska kriget.

## Biografi
Jakob De la Gardie föddes i Reval (nuvarande Tallinn) i Estland som son till Pontus De la Gardie och hans hustru Sofia Johansdotter (Gyllenhielm), illegitim dotter till Johan III. Modern avled i barnsäng när Jakob föddes som tredje barn i syskonskaran. Fadern drunknade 1585 i närheten av Narva. Därefter hade Jakob kvar sin syster Brita samt brodern Johan.
De la Gardie gick tidigt i militärtjänst och blev utnämnd överste för ett norrländskt regemente redan som 18-åring och deltog i försvaret av Wolmar mot polackerna men blev tagen till fånga. Först 1606 blev han fri ur sin fångenskap och han begav sig då till Nederländerna, där han som överste under Moritz av Oranien lärde känna den nederländska krigskonsten.
Efter sin återkomst till Sverige 1609 blev han fältmarskalk och fick han befälet över de trupper som Karl IX sände till stöd för tsar Vasilij IV av Ryssland, det så kallade De la Gardieska fälttåget. Uppgiften var svår men efter många besvärligheter lyckades han under samverkan med tsarens frände Michail Skopin-Sjujskij tränga ända till Moskva och inta staden i mars 1610. Det var vid denna tid som han troligen blev den förste och siste svenske besökaren till Gustav Eriksson Vasa:s grav, Erik XIV:s son och tidigare Sveriges kronprins, som låg begraven i staden Kasjin utanför Moskva.
Då även Sigismund nu öppet börjat blanda sig i Rysslands angelägenheter, ryckte De la Gardie i förening med från Sverige anlända förstärkningar och en rysk styrka mot polackerna. Tvister om solden väckte missnöje bland legotrupperna och när det vid Klusjino kom till strid mellan den svensk-ryska hären och polackerna under Stanisław Żółkiewski 24 juni 1610, vägrade De la Gardies utländska fotfolk att delta. Ryssarna flydde och De la Gardie måste ingå ett avtal med Żółkiewski, att inte vidare stödja tsar Vasilij, ett avtal vars giltighet han dock senare förnekade.
Med 400 svenskar och finnar, återstoden av sin här, tog han sig under stora besvärligheter tillbaka till svenska gränsen. Han fick här förstärkningar men inlät sig även i förhandlingar med de mot polackerna fientliga elementen i Ryssland. Förutom Kexholms fästning, som redan 1609 utlovats till svenskarna som belöning för deras stöd, men som inte överlämnats och därför i mars 1611 intogs med storm, fordrade nu De la Gardie fästningarna Nöteborg och Staraja Ladoga. Ryssarna ville inte gå med på detta men valde i stället i juni 1611 Gustav Adolf till rysk tsar. De la Gardie hänsköt den frågan till kungen, men för att skaffa sig en pant för de svenska fordringarna intog han 16 juli 1611 det viktiga staden Novgorod. Staden erkände därpå i ett fördrag Karl IX som sin skyddsherre och valde i hopp om det övriga Rysslands anslutning Gustaf Adolf eller Karl Filip till tsar.
Sedan Gustav Adolf blivit svensk kung ansågs Karl Filip som den enda kandidaten som kunde förväntas få ryskt stöd. Hans kandidatur motarbetades dock av änkedrottningen Kristina av Holstein-Gottorp, och hans överresa till Ryssland drog ut på tiden. Under tiden genomdrev istället 1613 Michail Romanov till tsar. De la Gardie, som var ganska missnöjd med svenska regeringens hållning, försökte nu rädda så mycket som möjligt under svensk kontroll, men allt fler städer gjorde nu uppror till stöd för Romanov. Man lyckades dock genom de trupper man höll i staden hindra att staden Novgorod gick över.
På hösten 1614 reste De la Gardie hem till Sverige tillsammans med Gustav II Adolf, som ett år deltagit i fälttåget, För att lära sig kriget under De la Gardie, men återvände 1615 tillsammans med kungen och ledde med honom belägringen av Pskov, som dock misslyckades. Framgångarna i freden i Stolbova, där De la Gardie var en av ombuden, kan till stora delar hänföras till De la Gardies erövringar. Han hade 1613 utnämnts till riksråd, och upphöjdes 1615 till grevligt stånd med Läckö som förläning. Det var den enda grevetiteln Gustav II delade ut under sina tjugoett år på tronen. Den 24 juni 1618 ingick De la Gardie äktenskap med Ebba Brahe. Paret kom att bosätta sig på Svanå herrgård i Harakers socken i Västmanland. 1619 blev han guvernör i Estland, han deltog 1621 i Rigas erövring och blev därefter generalguvernör i Livland. I kungens frånvaro förde han högsta befälet över trupperna i Östersjöprovinserna och ledde ofta förhandlingarna med polackerna. 1625 intog han Dorpat men hade i övrigt få nya militära framgångar. Tvärtom ansågs han agerande huvudsakligen vara orsak till att segern i slaget vid Wallhof 1626 inte bättre kunde utnyttjas. Gustaf II Adolf karaktäriserade honom också 1628 som uti sina consiliis något trög och sen, så ock mycket blöt uti sitt kommando.
1635 tog De la Gardie befälet över de trupper, som sändes ut till Preussen under förhandlingarna med polackerna, men för övrigt ägnade han sig, sedan han 1628 återvänt till Sverige, mest åt förvaltningen, framför allt åt militärförvaltningen. 1630 organiserade han på kungens uppdrag krigsrätt, på samma gång högsta militära förvaltningsmyndighet och domstol, och blev dess president och högste befälhavare i Sverige i kungens frånvaro. Efter 1634 års regeringsform hade han som riksmarsk ledningen av Krigskollegium och plats i förmyndarstyrelsen. I denna stod han Axel Oxenstierna nära men spelade ingen mer framträdande roll. Under sina sista år var han blind. Han är begravd i Veckholms kyrka i Uppland. 
- 1635 lät han bygga slottet Makalös, 1635–1643, vid Norrström där nuvarande Karl XII:s torg ligger.
- 1643 lät han bygga slottet Ulriksdal, 1643–1645, vid Edsviken.
- 1652 grundade Ebba Brahe i Finland staden Jakobstad, som fick namn efter hennes då nyligen avlidna make.

## Övriga upplysningar
Jakob De la Gardie hade under sin vistelse i Reval 1617 upplevt en andlig väckelse kring kyrkoherden i St Nicolai kyrka Johannes Knopius, som var mycket influerad av Johann Arndts tankar. I flera tyska upplagor av Arndts bok ”Om en sann kristendom” berättas det att på samma sätt som Alexander den store hade med sig Iliaden i fält och på natten hade den som huvudkudde, var den svenske fältherren oskiljaktig från dessa andaktsböcker.

## Barn
1. Pontus De la Gardie (Jakobsson) (1619–32)
2. Kristina De la Gardie (Jakobsdotter) (1620–22)
3. Sofia De la Gardie (Jakobsdotter) (1621–21)
4. Magnus Gabriel De la Gardie (1622–1686)
5. Brita De la Gardie (Jakobsdotter) (1624–24)
6. Gustav Adolf De la Gardie (1626–30)
7. Maria Sofia De la Gardie (Jakobsdotter) (1627–1694)
8. Jakob Kasimir De la Gardie (1629–1658), gift med Ebba Sparre (1629–1662)
9. Pontus Fredrik De la Gardie (1630–1692)
10. Kristina Katarina De la Gardie (Jakobsdotter) (1632-1704), gift 1) med Gustaf Adolf Lewenhaupt (1619-1656), gift 2) med Gustaf Otto Stenbock (1614-1685)
11. Johan Karl De la Gardie (1634–34)
12. Birgitta Helena De la Gardie (Jakobsdotter) (1636–36)
13. Axel Julius De la Gardie (1637–1710)
14. Ebba Margareta De la Gardie (Jakobsdotter) (1638–1696), gift med Per Sparre (1628-1692)